# Tom Nardini

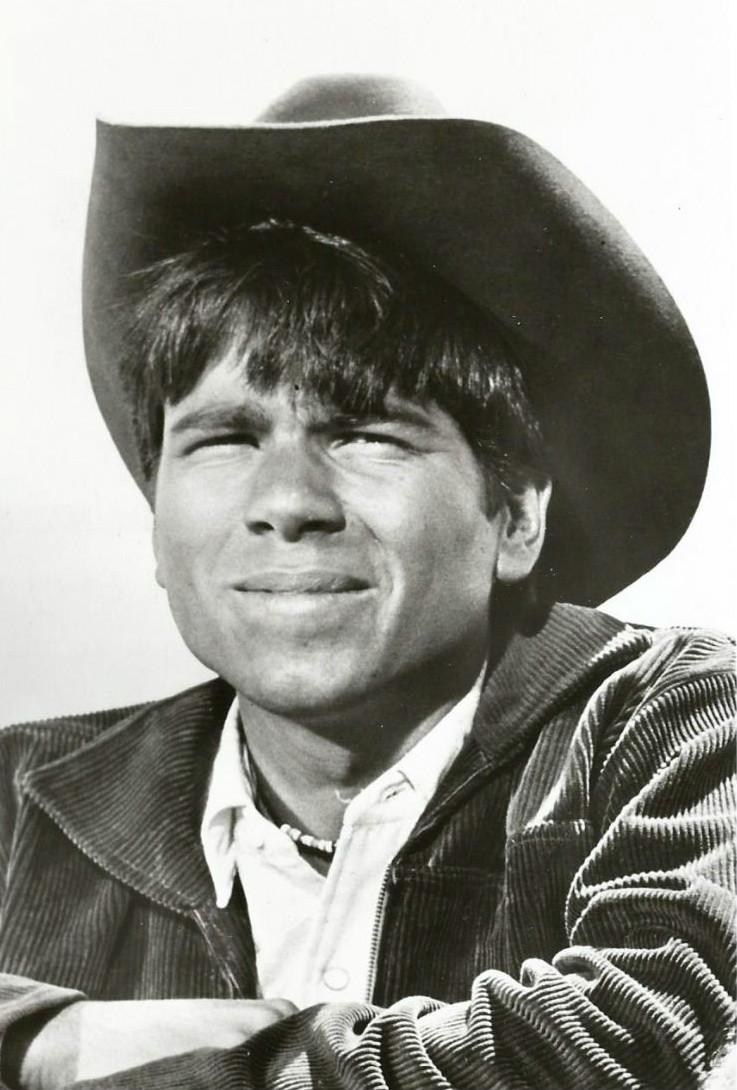
1967 in Cowboy in Afrika

Tom Nardini (* 16. April 1945 in Los Angeles, Kalifornien) ist ein US-amerikanischer Filmschauspieler, der während einer langen Karriere im Fernsehen seine bekannteste Rolle in Wildwest in Afrika (1967) hatte. Im Film war seine bekannteste Rolle die des Jackson Two-Bears in Cat Ballou (1965), für die er 1966 in der Kategorie Bester Nachwuchsdarsteller eine Nominierung für den Golden Globe Award und eine weitere für den BAFTA-Award erhielt.
Neben seiner Film- und Fernseharbeit war Nardini auch am Theater aktiv. So trat er in den 1980er Jahren in zwei Broadway-Produktionen auf.
Seit 1985 ist Tom Nardini in dritter Ehe verheiratet. Er ist Vater von drei zwischen 1970 und 1990 geborenen Söhnen.

## Filmografie
- 1964: The Lieutenant (Fernsehserie, 1 Folge)
- 1964–1965: Mr. Novak (Fernsehserie, 3 Folgen)
- 1965: Cat Ballou
- 1965: Das total verrückte Skihotel
- 1965: Im Wilden Westen (Fernsehserie, 1 Folge)
- 1965: Verliebt in eine Hexe (Fernsehserie, Folge 2x9)
- 1965: Stationsarzt Dr. Kildare (Fernsehserie, 7 Folgen)
- 1965: Rauchende Colts (Fernsehserie, Folge 11x15)
- 1967: Auf der Flucht (Fernsehserie, Folge 4x24)
- 1967: Wildwest in Afrika (Africa, Texas Style, Spielfilm)
- 1967: Der Marshall von Cimarron (Fernsehserie, 1 Folge)
- 1967–1968: Wildwest in Afrika (Cowboy in Africa, Fernsehserie, 26 Episoden)
- 1968: Die Cadillac-Bande von San Francisco
- 1969: Die teuflischen Acht
- 1969: Hawaii Fünf-Null (Fernsehserie, Folge 2x5)
- 1969: Planet der Giganten (Fernsehserie, Folge 2x8)
- 1969: Room 222 (Fernsehserie, Folge 1x15)
- 1970: Twen-Police (Fernsehserie, Folge 3x9)
- 1971: Incident in San Francisco (Fernsehfilm)
- 1971: Harpy (Fernsehfilm)
- 1971: Cat Ballou (Fernsehfilm)
- 1971: Ohne Furcht und Sattel (Fernsehserie, Folge 6)
- 1971: Sheriff Cade (Fernsehserie, 1 Folge)
- 1971: The Smith Family (Fernsehserie, Folge 2x41)
- 1972: Wo die Liebe hinfällt (Fernsehserie, Folge 3x20)
- 1973–1974: Nachdenkliche Geschichten (original: Insight, Fernsehserie, 3 Folgen)
- 1974: Win, Place or Steal
- 1974: Kung Fu (Fernsehserie, Folge 3x6)
- 1981: Another World (Fernsehserie, Episode 1x4336)
- 1982: Muggable Mary, Street Cop (Fernsehfilm)
- 1982: T.J. Hooker (Fernsehserie, Folge 1x3)
- 1983: New York 1991 – Nacht ohne Gesetz
- 1985: Kate & Allie (Fernsehserie, Folge 3x10)
- 2013: Tiger Lily Road
- 2016: Chief Zabu